# Hrušica (Jesenice, Slovenija)
Hrušica je naselje u slovenskoj Općini Jesenicama. Hrušica se nalazi u pokrajini Gorenjskoj i statističkoj regiji Gorenjskoj. 

## Stanovništvo
Prema popisu stanovništva iz 2002. godine naselje je imalo 1,843 stanovnika.